# 伊利亞特卡
49°33′28″N 27°41′19″E / 49.55778°N 27.68861°E
伊利亞特卡（烏克蘭語：Ілятка）是位於烏克蘭西部的村莊，由赫梅利尼茨基州裡赫梅利尼茨基區的舊西尼亞瓦市鎮負責管轄。該村始建於1633年，面積1.99平方公里，海拔高度279米，2001年人口282。